# Xơ vữa động mạch
Xơ vữa động mạch là một bệnh trong đó bên trong động mạch bị thu hẹp do sự tích tụ của các mảng bám. Ban đầu, nhìn chung không có triệu chứng nào. Khi nghiêm trọng, bệnh này có thể dẫn đến bệnh động mạch vành, đột quỵ, bệnh động mạch ngoại biên hoặc các vấn đề về thận, tùy thuộc vào động mạch nào bị ảnh hưởng. Các triệu chứng, nếu chúng xảy ra, thường không bắt đầu cho đến tuổi trung niên.
Nguyên nhân chính xác của xơ vữa động mạch không được biết. Các yếu tố nguy cơ bao gồm mức cholesterol bất thường, huyết áp cao, bệnh tiểu đường, hút thuốc, béo phì, tiền sử gia đình và chế độ ăn uống không lành mạnh. Mảng bám được tạo thành từ chất béo, cholesterol, calci và các chất khác có trong máu. Việc thu hẹp các động mạch làm hạn chế lưu lượng máu giàu oxy đến các bộ phận của cơ thể. Chẩn đoán dựa trên kiểm tra thể chất, điện tâm đồ và kiểm tra vận động khi gắng sức, và các kiểm tra khác.
Phòng ngừa nói chung bằng cách ăn một chế độ ăn uống lành mạnh, tập thể dục, không hút thuốc và duy trì cân nặng bình thường. Điều trị bệnh đã thành lập có thể bao gồm thuốc để giảm cholesterol như statin, thuốc huyết áp hoặc thuốc làm giảm đông máu, chẳng hạn như aspirin. Một số thủ tục cũng có thể được thực hiện như can thiệp mạch vành qua da, ghép động mạch vành hoặc phẫu thuật cắt bỏ nội mạc động mạch cảnh.
Xơ vữa động mạch thường bắt đầu khi một người còn trẻ và xấu đi theo tuổi tác. Hầu như tất cả mọi người đều bị ảnh hưởng ở một mức độ nào đó ở tuổi 65. Đó là nguyên nhân số một của tử vong và khuyết tật trong thế giới phát triển. Mặc dù nó được mô tả lần đầu tiên vào năm 1575, có bằng chứng cho thấy tình trạng này xảy ra ở con người hơn 5.000 năm trước.